# Elisabeth Ljunggren
Elisabeth Ljunggren   (Estocolm, 26 de febrer de 1948) és una nedadora sueca, ja retirada, especialista en estil lliure, que va competir durant la dècada de 1960.
En el seu palmarès destaca una medalla de bronze en la cursa dels 400 metres lliures del Campionat d'Europa de natació de 1962, així com dotze campionats nacionals, nou en piscina llarga i tres en piscina curta, entre 1962 i 1968. Va establir diferents rècords d'Europa dels 400, 800 i 1.500 metres lliures.
El 1964 va prendre part en els Jocs Olímpics d'Estiu de Tòquio, on va quedar eliminada en sèries en els 400 metres lliures del programa de natació. Quatre anys més tard, als Jocs de Ciutat de Mèxic, va disputar tres proves del programa de natació. Destaca la vuitena posició en els 400 metres lliures, mentre en les altres dues proves quedà eliminada en sèries.